# 즈리니
즈리니(헝가리어: Zrínyi)는 헝가리 왕국이 제2차 세계 대전 기간 동안에 생산한 돌격포이다. 즈리니라는 이름은 16세기 오스만 제국과의 전쟁에서 이름을 알린 헝가리와 크로아티아의 군인인 니콜라 슈비치 즈린스키(헝가리어: Nikola Šubić Zrinski, 헝가리어: Zrínyi Miklós 즈리니 미클로시[*])에서 유래된 이름이다.
105mm 곡사포를 탑재한 II형과 75mm 곡사포를 탑재한 I형이 있지만 양산된 것은 105mm 곡사포를 탑재한 즈리니 II뿐이다. 1943년 가을부터 1944년까지 약 70포가 생산됐다. 즈리니는 제2차 세계 대전 기간 동안에 헝가리에서 생산된 기갑전투차량에서 크게 성공했다는 평가를 받고 있다.